# Jacopo Puccini

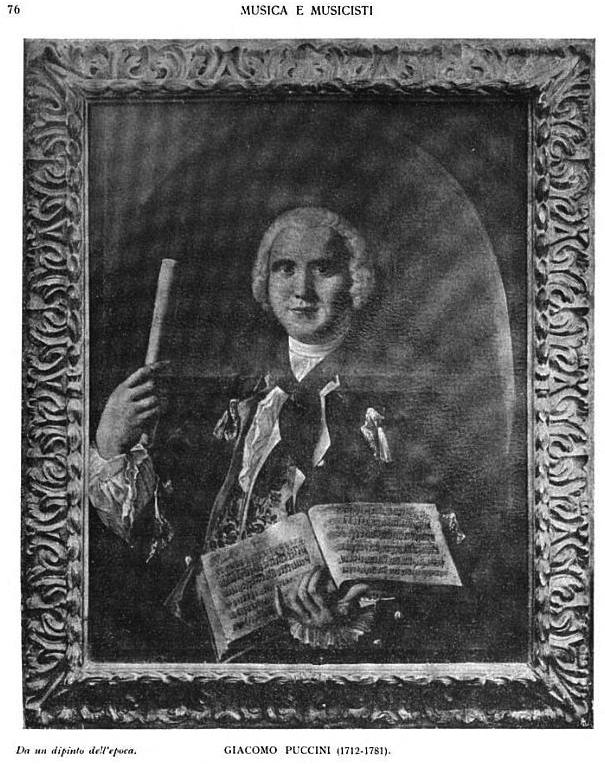
Jacopo (Giacomo) Puccini

Jacopo (Giacomo) Puccini (Celle dei Puccini, 26 gennaio 1712 – Lucca, 16 maggio 1781) è stato un compositore e organista italiano.

## Opere
- Dione siracusano (1732)
- Lucio Giunio Bruto (1735)
- Marco Genuzio (1738)
- Solone (1741)
- Teramene (1744)
- Tarquinio Collatino (1747)
- Dione siracusano (1750)
- Curzio cavalier romano (1753)
- Il martirio di S. Valentino (1754)
- Marco Manlio Capitolino (1755)
- Tarquinio Collatino (1758)
- Roma liberata dalla signoria de’ re (1760)
- L’Arminio (1763)
- La confederazione dei Sabini con Roma (1765)
- L’esilio di Marco Tullio Cicerone (1768)
- Il Narsete (1770)
- Marzio Coriolano (1773)
- Roma liberata dalla congiura di Catilina (1775)
- Marco Manlio Capitolino (1777)